# Middleville (Nowy Jork)
Middleville – wieś w Stanach Zjednoczonych, w stanie Nowy Jork, w hrabstwie Herkimer.